# Ngawang Tshülthrim
Ngawang Tshülthrim (tib. ngag dbang tshul khrims; * 1721 in Jonê (Chone); † 1791), der erste Tshemönling-Regent bzw. Tshemönling Nomihan oder Samadhi Bakshi, war ein tibetischer Trülku und Politiker. Er war in den Jahren 1777 bis 1780 Regent von Tibet, d. h. in der Zeit des achten Dalai Lama (1758–1804), vom 42. bis 45. Jahr der Qianlong-Ära der Qing-Dynastie. Er war als Regent Nachfolger des ersten Demo-Regenten, des sechsten Demo Hutuktu Ngawang Jampel Deleg Gyatsho (1722–1777) und residierte im Kloster Tshemönling, einem der vier Regentschaftstempel (gling bzhi) in der Innenstadt von Lhasa.
Er stammte aus dem Chone-Kloster in Amdo (im heutigen Kreis Jonê, Gansu) und war von 1778 bis 1785 der 61. Ganden Thripa.